# 北山都乾園
株式会社北山都乾園（きたやまとかんえん）は京都府京都市北区に本社を置く老舗石材卸会社である。世界遺産・龍安寺の隣に、京都随一の広さの展示場を構える。石燈籠や手水鉢をはじめ、庭石などの造園用石材を主に取り扱い、建築用石材ならびに建築資材を多数取り扱う。

## 概要
1818年（文政元年）創業の老舗石材卸店。京都を拠点に石燈籠や手水鉢など日本随一の量と質を誇る石造品を提供する。造園業界や建築業界とのネットワークを活かし、歴史ある京町家から価値のある石造品を譲り受け、手入れをして新たな日本庭園に届ける。2024年現在は五代目・北山利通が代表を務める。2021年より石造文化財を研究する「日本命石協会」を主宰。京都府造園協同組合に加盟。